# Сен-Жюльен-Голен
Сен-Жюлье́н-Голе́н (фр. Saint-Julien-Gaulène, окс. Sent Julian e Gaulena) — коммуна во Франции, находится в регионе Юг — Пиренеи. Департамент — Тарн. Входит в состав кантона Кармо-1 Ле-Сегала. Округ коммуны — Альби.
Код INSEE коммуны — 81259.

## География

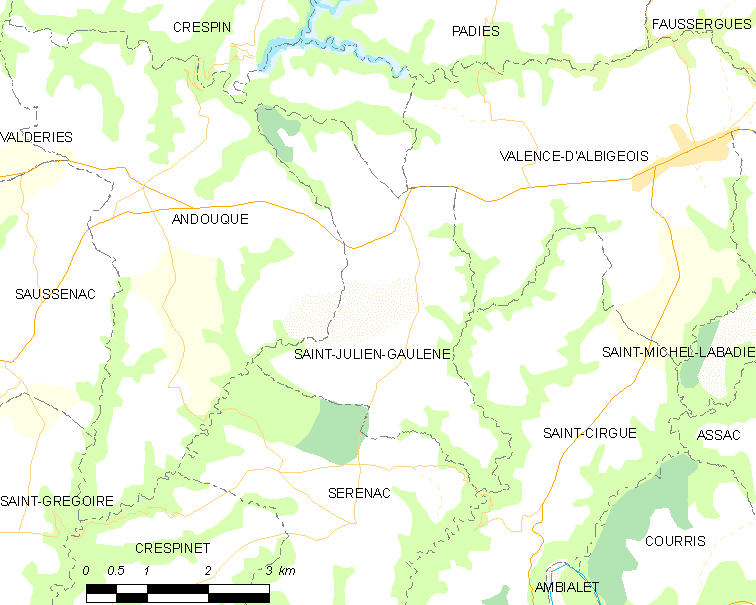
Карта коммуны

Коммуна расположена приблизительно в 550 км к югу от Парижа, в 85 км северо-восточнее Тулузы, в 18 км к северо-востоку от Альби.

## Климат
Климат умеренно-океанический. Зима мягкая и дождливая, лето жаркое с частыми грозами. Ветры довольно редки.

## Население
Население коммуны на 2010 год составляло 212 человек.
| 1962 | 1968 | 1975 | 1982 | 1990 | 1999 | 2010 |
| ---- | ---- | ---- | ---- | ---- | ---- | ---- |
| 307  | 262  | 207  | 217  | 221  | 204  | 212  |

## Экономика
В 2007 году среди 102 человек в трудоспособном возрасте (15—64 лет) 78 были экономически активными, 24 — неактивными (показатель активности — 76,5 %, в 1999 году было 66,1 %). Из 78 активных работали 75 человек (43 мужчины и 32 женщины), безработных было 3 (2 мужчин и 1 женщина). Среди 24 неактивных 6 человек были учениками или студентами, 11 — пенсионерами, 7 были неактивными по другим причинам.